# 倾世妖颜
《倾世妖颜》（英語：Devastating Beauty），2018年中国大陆古装架空电视剧。本剧改编自马莎莎的同名小说，由徐洋、贡米领衔主演，腾讯视频于2018年9月27日首播。

## 播出时间
| 频道     | 所在地   | 播映日期      | 播出时间                                  | 备注 |
| -------- | -------- | ------------- | ----------------------------------------- | ---- |
| 腾讯视频 | 中国大陆 | 2018年9月27日 | 每周四、五、六晚20点整更新2集，会员看全集 |      |

## 演员列表

### 主要演员
| 演員 | 角色     | 介紹 | 配音 |
| 徐洋 | 荆南苏穆 | 男 25岁 荆南世家掌权人，鸾倾城城主。文质彬彬，武功赫赫，却因为祖辈荆南梦的惩罚忍辱负重，在各大世家的利刃下，苟且地保护自己的族人。 | 彭尧 |
| 贡米 | 有疏叶兰 | 女 20岁 有疏世家流落在外的叶字辈少女。不知身世，以承叶兰的名字生活。豪迈慷慨，善良热忱，有男儿的豪气，亦有女子的灵秀。             |      |

### 其他演员
| 演員   | 角色          | 介紹 | 配音   |
| 蔡振廷 | 皇甫巍鸣      | 一位生长于贵胄之家的世族子弟，他家境优渥却从未沾过染奢靡嚣张气焰，心性单纯善良，如皓月一般明朗，即便身处家族强权与阴谋之下，仍能坚守本心，不为江山权力所驱使。                            | 钱文青 |
| 杨雪儿 | 荆南依/荆南梦 | 荆南梦温婉大方，荆南依调皮精怪更是小说中的“天下第一美女”,荆南依虽然性格刁蛮但拥有倾世容颜，天下男子无一不会拜倒在她的石榴裙下，却也因好胜之心落入不轨之徒设计的陷阱中，由此引发悲剧故事。 | 徐佳琦 |
| 张世莹 | 皇甫里樱      | |        |
| 安柏伊 | 皇甫芳婷      | | 徐畅繁 |
| 李家慧 | 含露娘子      | |        |

## 电视原声带
| 曲序 | 曲目                   | 演唱         |
| ---- | ---------------------- | ------------ |
| 1.   | 倾城（主题曲）         | 张丹锋、贡米 |
| 2.   | 倾世妖颜（同名主题曲） | 贡米         |